# Edie Falco
Edith "Edie" Falco, född 5 juli 1963 i Brooklyn i New York, är en amerikansk skådespelerska. 
Hon är mest känd för sin roll som Carmela Soprano i TV-serien Sopranos. Dessutom hade hon en stor roll i de första säsongerna av fängelsedramat Oz där hon spelade vakten Diane Wittlesey. 2009–2015 spelade hon huvudrollen i TV-serien Nurse Jackie.

## Filmografi (i urval)
- 1993–1995 – Uppdrag: mord (TV-serie)
- 1993–1998 – I lagens namn (TV-serie)
- 1997–2000 – Oz (TV-serie)
- 1999–2007 – Sopranos (TV-serie)
- 2009–2015 – Nurse Jackie (TV-serie)
- 2022 – Avatar: The Way of Water
- 2023 – Bupkis (TV-serie)
- 2023 – The Mother
- 2025 – Avatar: Fire and Ash
- 2025 – The Parenting